# Дом Хундертвассера
Дом Хундертвассера (нем. Hundertwasserhaus) — жилой дом в Вене, Австрия. Адрес: Kegelgasse 36-38, A-1030 Wien, угол с Löwengasse 41-43.
В доме имеется 52 квартиры, 4 офиса, 16 частных и 3 общие террасы, а также в общей сложности 250 деревьев и кустарников.

## История
Дом по адресу: Кегельгассе 36-38, A-1030, на углу с Лёвенгассе 41-43 был построен по проекту австрийского художника и архитектора Фриденсрайха Хундертвассера в 1983—1986 годах совместно с архитектором Йозефом Кравиной. С 2010 года носит официальное название Дом Хундертвассера-Кравины.
Австрийский художник Фриденсрайх Хундертвассер интересовался вопросами архитектуры с 1950-х годов. Он начал с выпуска манифестов, написания эссе и устройства перформансов, посредством которых выражал свое видение и решение проблем современной архитектуры. По мнению Хундертвассера, прямая линия, господствующая в архитектуре и градостроительстве, но не встречающаяся в природе и чуждая ей, разрушительно влияет на человека, создавая недружественную, постоянно раздражающую среду обитания. Художник также считал, что человек всего лишь гость на земле, он должен как можно меньше изменять природу. В зданиях, построенных для людей, должны, по его мнению, быть выделены места для представителей растительного мира. В 1972 году в телешоу Евровидения, «Загадай желание» (нем. Wünsch Dir was), Хундертвассер представил архитектурные модели, с помощью которых он воплощал свои идеи — «леса на крышах», «деревья-квартиросъемщики» и «право на окно». Он создал несколько новых архитектурных проектов: Hoch-Wiesen-Haus, Augenschlitzhaus и Террасный дом. В своих лекциях, которые он читал в университетах, архитектурных объединениях и бюро, Хундертвассер продвигал концепцию более естественной и человечной архитектуры. В письме от 30 ноября 1977 года мэру Вены Леопольду Грацу федеральный канцлер Бруно Крайский рекомендовал предоставить Хундертвассеру возможность реализовать свои архитектурные идеи при строительстве дома. В письме от 15 декабря 1977 года Грац предложил Хундертвассеру спроектировать жилой дом в Вене в соответствии с его убеждениями. Последовали годы поиска подходящего земельного участка. Поскольку Хундертвассер не был архитектором, он попросил городские власти Вены предоставить ему специалиста, который был бы готов воплотить его концепцию в жизнь.

## Конфликтное сотрудничество
Городская администрация рекомендовала Хундертвассеру архитектора Йозефа Кравину. Кравина в августе — сентябре 1979 года представил Хундертвассеру свои предварительные проекты, основанные на правилах для социального жилья того времени и модель из пенополистирола, которая соответствовала архитектурной концепции метода закрытого строительства и которая шокировала Хундертвассера, так как это был образец линейной архитектуры в сеточной системе координат, против которой тот всегда боролся. Хундертвассер же хотел возвести «дом для людей и деревьев», как он описал его много лет назад в своей работе «Verwaldung der Stadt»: модели «террасного дома», который визуализировал для программы «Wünsch Dir was».
В 1979 году Хундертвассеру все же удалось убедить городские власти принять проект здания с зеленой террасой, который выпадал из рамок принятых строительных норм. В марте 1980 года Кравина выпустил второй предварительный проект с рисунками перспективными, аксонометрической проекцией и моделью дома из пробкового дерева. Макет был представлен общественности Леопольдом Гратцем и получил неоднозначные отзывы. Интенсивно используя предоставленные правовые возможности, Кравина разработал структуру, значительно отклонявшуюся от строительных норм, по которой все же можно было достичь консенсуса. Эта концепция оставалась практически неизменной на всех этапах проектирования и была фактически реализована.
Впоследствии в ходе реализации проекта между Хундертвассером и Кравиной возникали различные споры, которые обострились ходе оформления фасадов. В конце концов Кравина 14 октября 1981 года прекратил сотрудничество с Хундертвассером. Художник обратился к Рудольфу Коловрату, главе муниципального департамента 19 (архитектуры), прося его найти замену Кравине. Работник муниципального отдела № 19 архитектор Петер Пеликан принял на себя работы по дальнейшей реализации проекта. Пеликан стал долгосрочным партнером Хундертвассера, работая с ним и над другими его строительными проектами.
В 2001 году фирма Medienvertriebsgesellschaft mbH убедила Кравину установить авторство проекта дома в судебном порядке. В 2010 году Верховный суд постановил по поводу спора, продолжавшегося много лет, что Кравина и Хундертвассер являются соавторами. Суд признал творческий вклад архитектора в строительство дома, опираясь на заключение эксперта. С этого времени при распространении изображений дома, по решению суда, дом необходимо именовать «Дом Хундертвассера—Кравины».

## Архитектура
Здание отличается «холмистой» этажностью. Внутри некоторых комнат-ниш и на кровле высажены деревья и кусты, всего 250 единиц. В настоящее время на его крыше вырос целый парк. Фасад также покрыт зеленью лиан и кустарников. В доме Хундертвассер воплотил свои идеалы искусства и красоты, такие как использование целой палитры красок, отсутствие прямых линий, большое количество зелени и многоплановость. Пестрый фасад дополняют разные по величине и форме окна, мозаика и орнаменты из цветных глазурованных плиток. Ярко украшенные лестницы выходят прямо на улицу, как бы выводя дом на неё, объединяя дом с городским пространством. Из квартир нижнего этажа можно подняться по лестницам на зелёные террасы.
Каждая квартира в доме обладает индивидуальностью, и, в то же время, является частью единого целого — дома, который, скорее всего, похож на деревню. Стены в доме до уровня человеческого роста были покрыты простой штукатуркой, которая могла поновляться снова и снова, для того, чтобы на них могли рисовать и писать как взрослые, так и дети.
Купола (одна из любимых архитектурных форм Хундертвассера) на кровле дома — отсылка к творчеству Антонио Гауди, в том числе Дому Мила в Барселоне. Лестницы, выходящие на улицу и колонны, похожие на колонны Парка Гуэль, входная арка-парабола также позаимствованы у Гауди. Однако Хундертвассер даёт необычной по форме арке и практическое значение, расположив внутри неё игровую комнату.
Художник это произведение считал одной из вершин своего творчества, и даже посвятил ему хвалебное стихотворение. Хундертвассер, именем которого назван дом, после завершения строительства не принял гонорара за проект, заявив, что счастлив, что на этом месте не было построено что-нибудь уродливое.

## Похожие проекты
Напротив (ул. Kegelgase 37-39, A-1030 Wien) в 1990—1991 годах реализована так называемая «Деревня Хундертвассера» (нем. Hundertwasser Village) — торгово-выставочный центр. Это строение с характерным фасадом и небольшим городком внутри. Есть кафе-бар, сувенирные лавочки и специальный стильный общественный туалет.
В 1989—1991 годах приблизительно в 400 метрах севернее был выстроен по проекту Хундертвассера аналогичный по оформлению Дом искусств — галерея Кунстхаус (нем. KunstHausWien). Адрес: Untere Weißgerberstraße 13, A-1030 Wien.
После 1988 года по дизайну Хундертвассера оформлены фасад и дымовая труба теплоэлектроцентрали Шпиттелау в Вене, где сжигаются сортированные бытовые отходы. Это успешный пример гармоничного сочетания современных технологий, экологии и искусства.

## Галерея

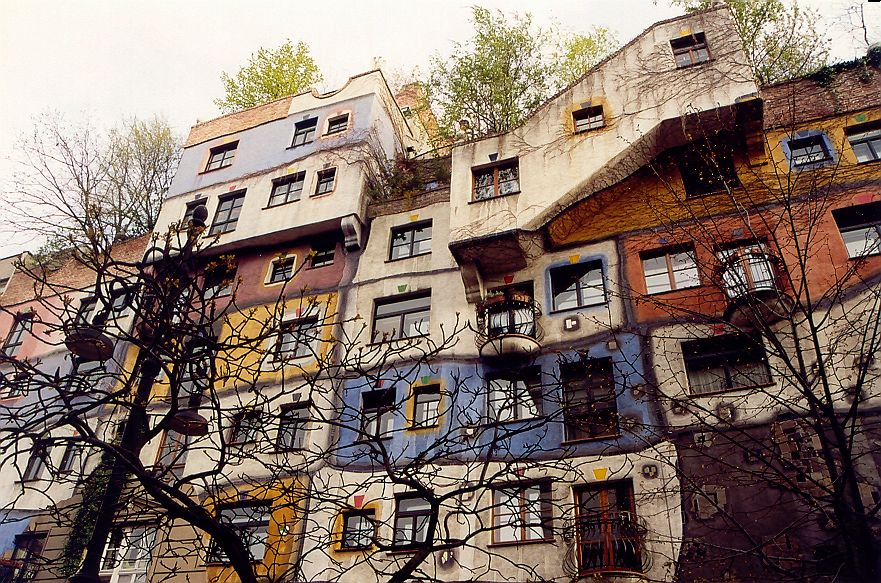
Этажи дома расположены наподобие холмов
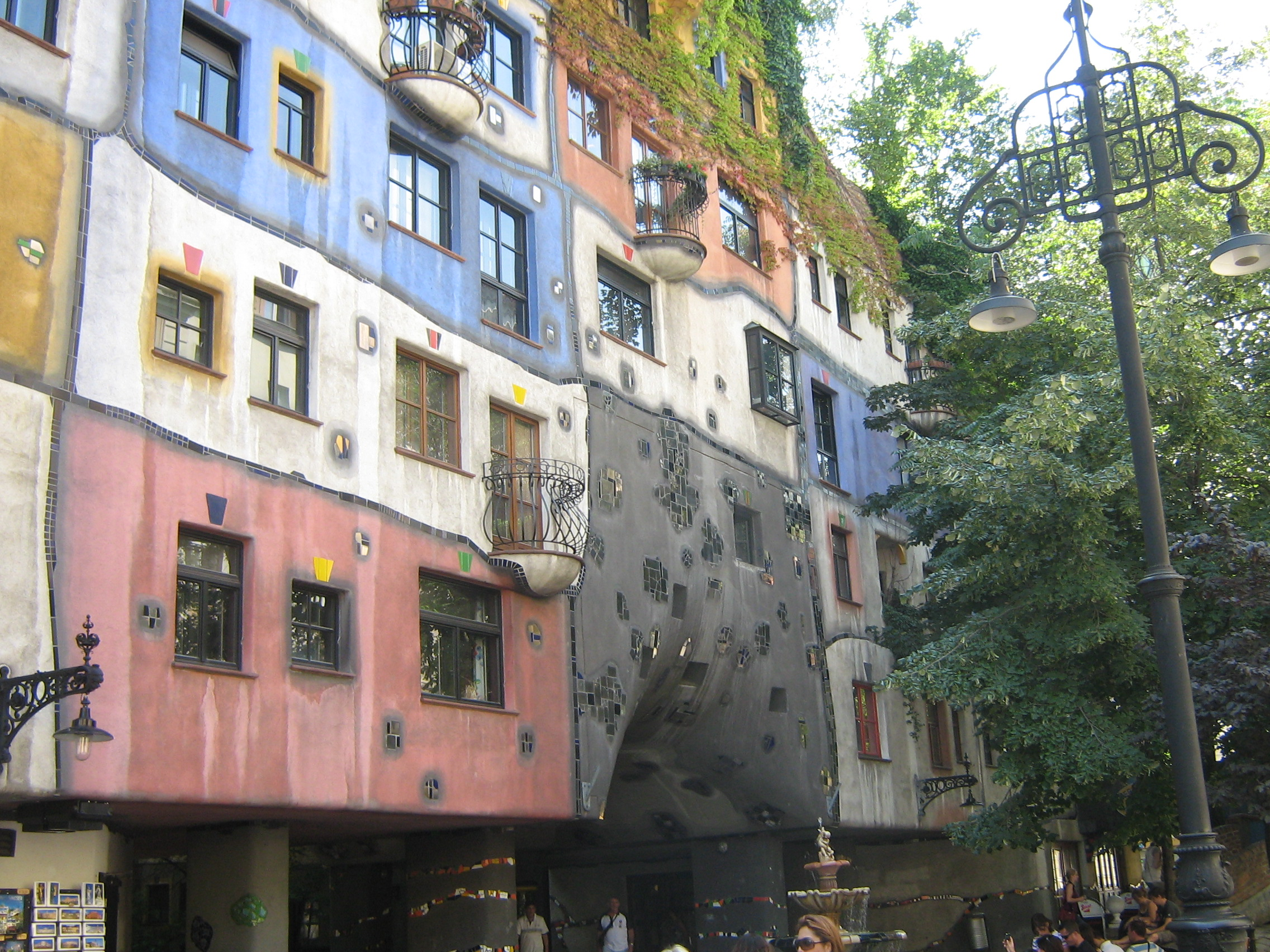
Один из фасадов здания
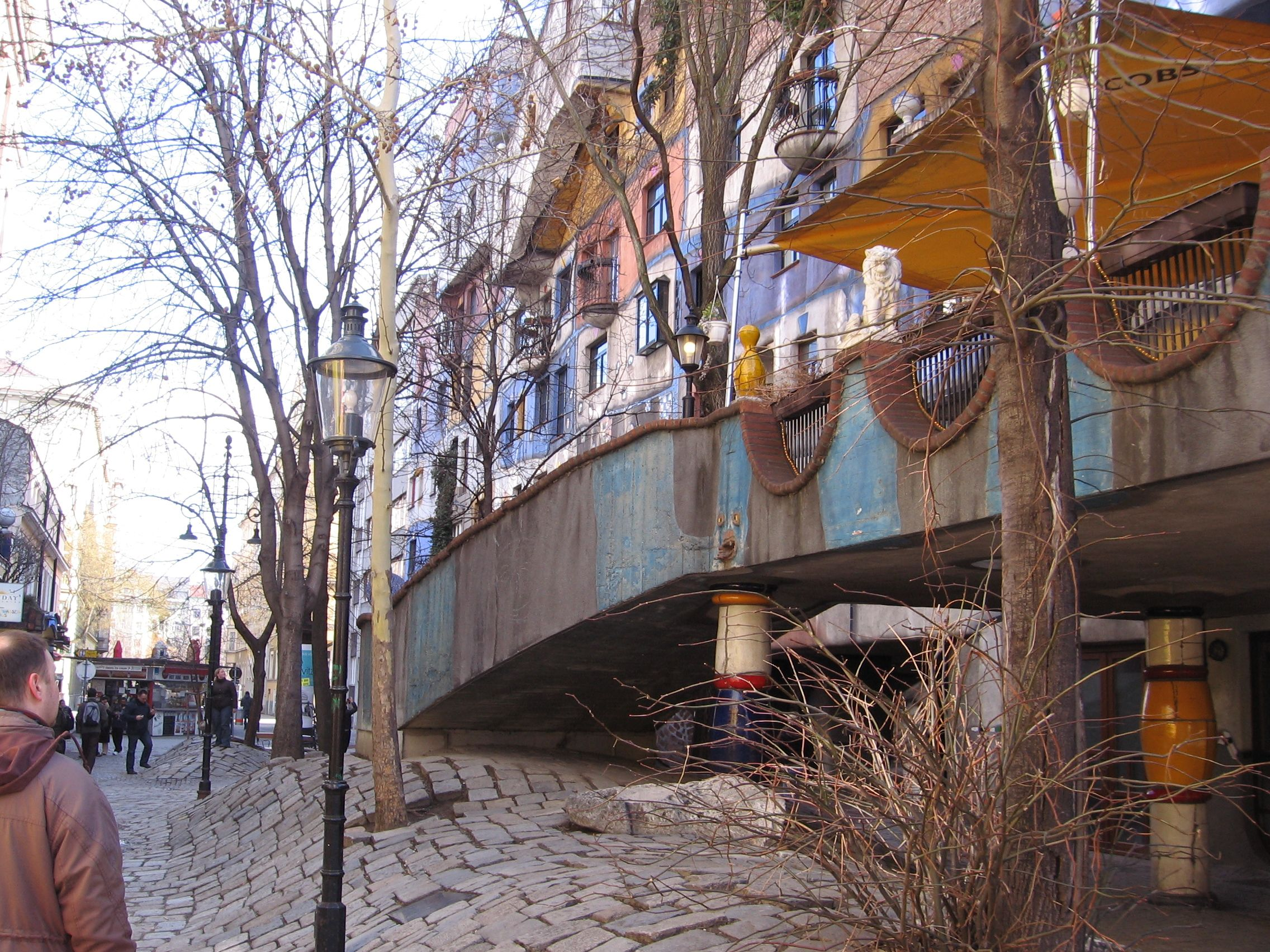
Детали убранства здания